# Leuchtturm Unterfeuer Blankenese
Der Leuchtturm Unterfeuer Blankenese markiert seit dem 29. November 1984 zusammen mit dem Leuchtturm Oberfeuer Blankenese die Richtfeuerlinie Blankenese für elbaufwärts fahrende Schiffe. Der erste, 1984 erbaute Leuchtturm war bis 2020 in Betrieb und wurde dann durch einen anderen ersetzt und abgerissen, da die Richtfeuerlinie im Rahmen der Elbvertiefung um 125 m nach Süden verlegt wurde.

## Beschreibung

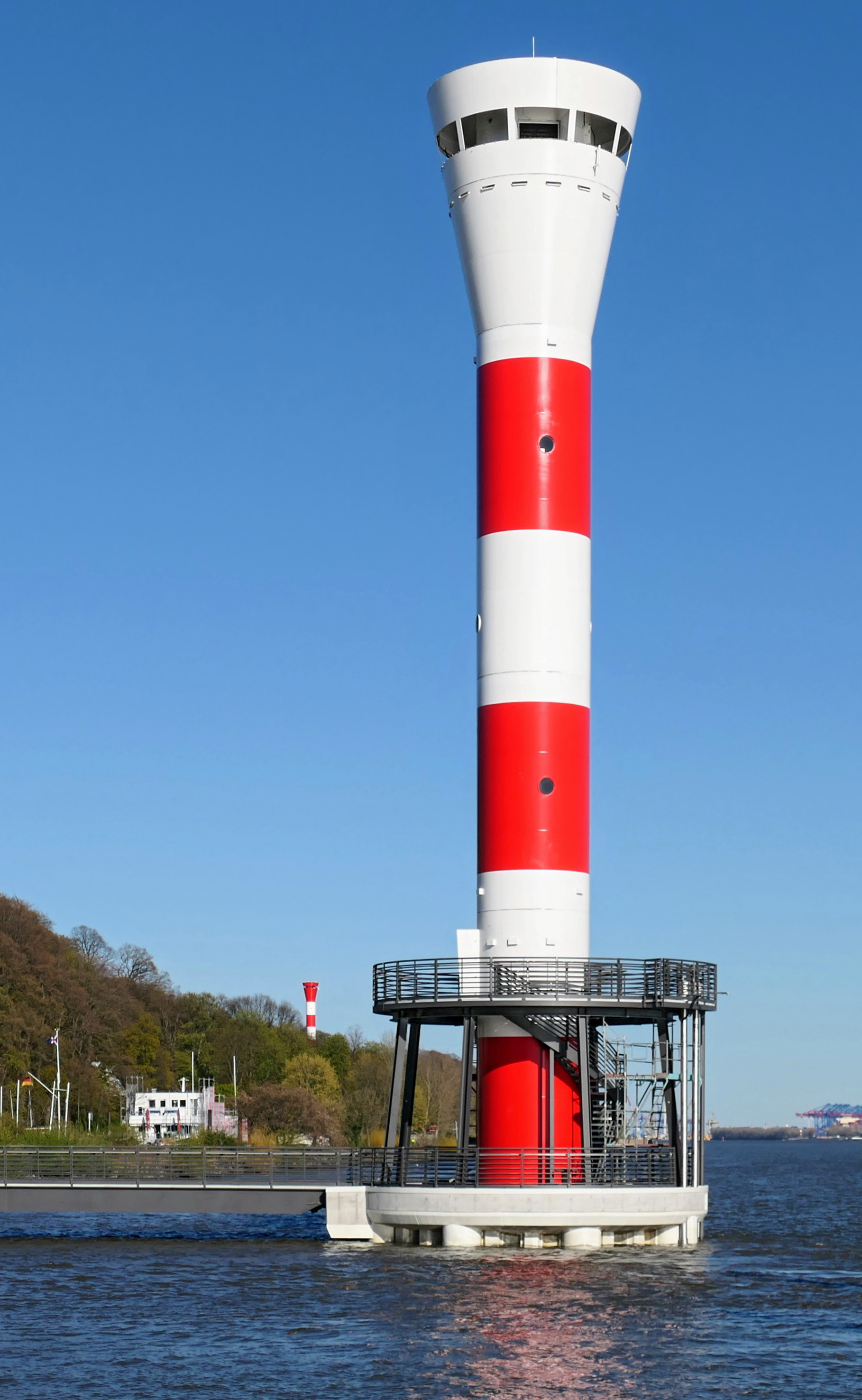
Neues Unterfeuer Blankenese, im Hintergrund das neue Oberfeuer

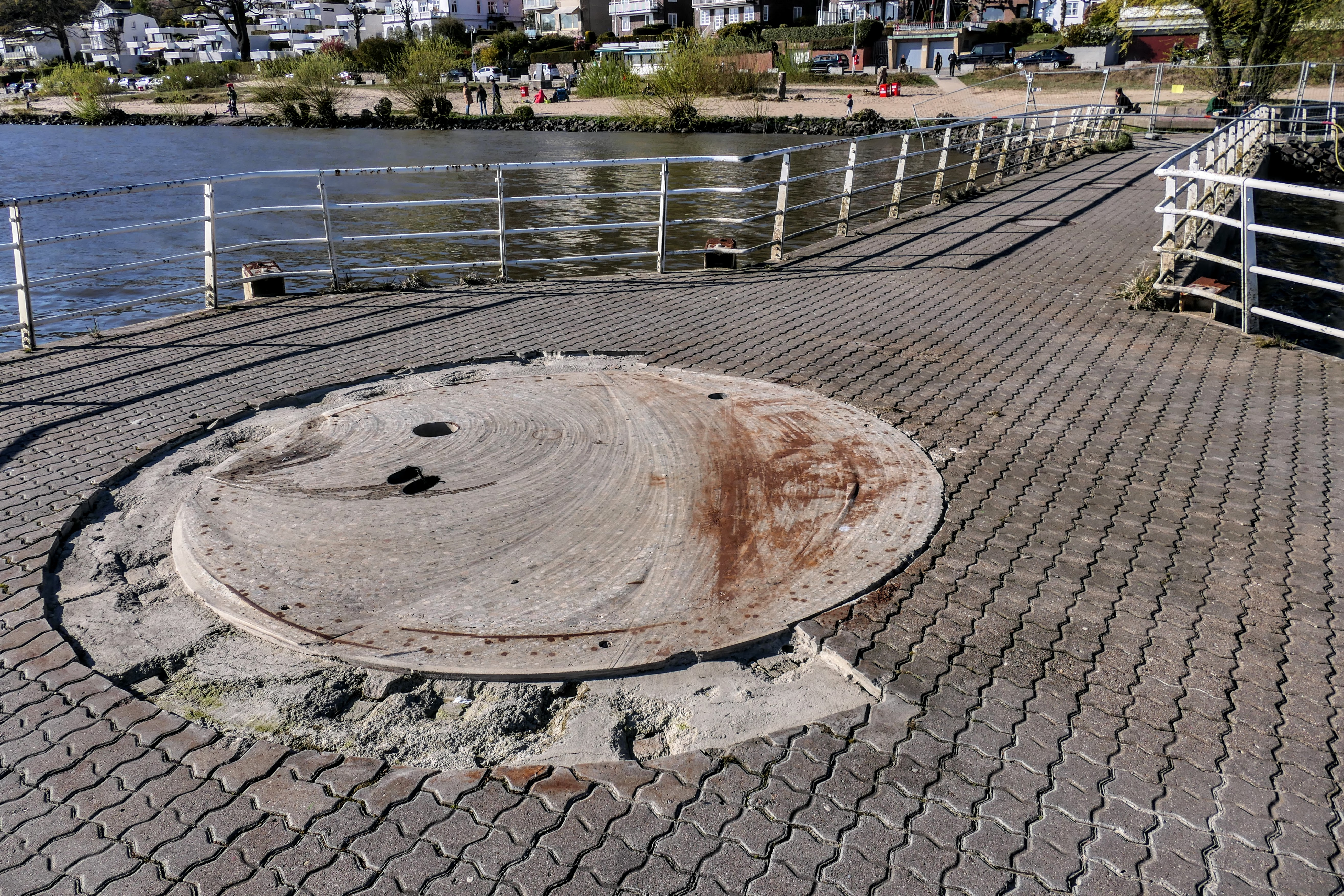
Abgesägter Rest des alten Unterfeuers

Der erste, 1984 erbaute Leuchtturm war 42 Meter hoch und ebenfalls rot-weiß gestreift. Der Turmschaft war aus Beton und das weiß angestrichene Laternenhaus aus Stahl. Er stand in der Elbe, rund 1.340 Meter vom Oberfeuer entfernt, und war über ein circa 30 Meter langes Stack erreichbar.
Der seit 2020 in Betrieb befindliche, rot-weiß gestreifte neue Leuchtturm ist 32 m hoch und steht östlich des Fähranlegers Blankenese in der Elbe. An seinem Fuß befindet sich eine von Land erreichbare Aussichtsplattform. Sie bietet gleichzeitig als Anlegestelle die Möglichkeit, den Turm auch bei starkem Hochwasser zu erreichen. Nach Inbetriebnahme der neuen Richtfeuer wurde der alte Leuchtturm Ende 2020 abgerissen, um Verwechslungen zu vermeiden.
Der Leuchtturm wird von der nautischen Zentrale Seemannshöft ferngesteuert.